# Edward R. Pressman

Edward R. Pressman (1987)

Edward R. Pressman (* 11. April 1943 in New York City, New York; † 17. Januar 2023 in Los Angeles, Kalifornien) war ein US-amerikanischer Filmproduzent.

## Leben
Edward Pressmann war der älteste Sohn des Spielzeugherstellers Jack Pressman († 1959), der 1947 Pressman Toy gegründet hatte, und Lynn Pressman (* 14. Juni 1912 in Queens als Lynn Rambach; † 22. Juli 2009 in Brooklyn), die 1942 heirateten.
Nachdem Pressman seine Schulzeit absolviert hatte, studierte er an der University of California, Berkeley und schloss dieses Studium mit einem Bachelor of Arts in Philosophie ab. Im Anschluss daran besuchte er die London School of Economics and Political Science.
Über 80 Filme produzierte Pressman in seiner Karriere, in der man keine Genrefixierung erkennen konnte. Pressman engagierte zahlreiche junge Talente für seine Projekte, wodurch deren Karrieren einen Sprung nach oben machten.
Pressman, der produktive New Yorker Independent-Produzent, fand die Bedingungen in Los Angeles angenehmer, also zog es ihn dorthin. Erst 1995 zog er wieder zurück in seine Heimat, um dort ein typisches New York-Projekt mit Al Pacino, John Cusack und Danny Aiello in Angriff zu nehmen: City Hall von Harold Becker.
Pressmans Spezialität als Produzent war das Finden von Talenten und neuen Wegen in der Filmkunst. Er war besonders bekannt dafür, die Karrieren von jungen und inspirierten Filmemachern zu fördern. So verschaffte er z. B. Oliver Stone die Möglichkeit zu seinem Debüt The Hand, bevor dann die beiden oscar-prämierten Werke Wall Street: Geld schläft nicht und Talk Radio gedreht wurden. Mit Brian De Palma auf dem Regiestuhl erschuf Pressman den Thriller Sisters sowie Das Phantom im Paradies. Badlands war das Debüt des Regisseurs Terrence Malick, dann ließ Pressman Sylvester Stallone den Film Vorhof zum Paradies inszenieren. Bei beiden Filmen fungierte Pressman als Executive Producer.
Auch auf internationaler Ebene war Pressman tätig. Rainer Werner Fassbinder konnte seinen ersten englischsprachigen Film Despair machen, die Taviani-Brüder drehten unter Pressman Good Morning, Babylon (wieder mit Pressman als Executive Producer). Er brachte zudem Wolfgang Petersens Das Boot in einer speziellen Director’s-Cut-Version auf Amerikas Leinwände, der eines der höchsten Einspielergebnisse eines ausländischen Films in der Geschichte des US-amerikanischen Kinos einbrachte.
Pressman hatte eine Nase für Projekte, die ihm den Beifall von Kritikern und dem Publikum einbrachten. So ließ er die Affäre um Claus von Bülow verfilmen. Der Film wurde mit dem Oscar für den Besten Hauptdarsteller, Jeremy Irons, ausgezeichnet. Bad Lieutenant von Abel Ferrara und Homicide – Mordkommission von David Mamet wurden in vielen Kritikerlisten der „10 besten Filme des Jahres“ aufgenommen.
2000 vollendete Pressman den Film, dessen Rechte er schon sieben Jahre zuvor gekauft hatte. Das Drehbuch zu American Psycho, nach einem Roman von Bret Easton Ellis, ließ er mehrmals umschreiben. Christian Bale wurde mit einem Film zum Star, der sehr kontrovers aufgenommen wurde, in einer Zeit, in der viel und ausgiebig über die Gewalt in den Medien diskutiert wurde.
Im September 2001 rief er mit John Schmidt eine neue Gesellschaft ins Leben, die ContentFilm, eine Produktions- und Vertriebsgesellschaft in New York. Pressman arbeitete eng mit seinem Freund Terrence Malick und dessen Produktionsgesellschaft Sunflower Production zusammen.
Das American Film Magazine bezeichnete Pressman als den besten Produzenten der 1980er Jahre. Die BAMcinematek in New York City ehrte ihn im Februar 2001 mit einer 25-Film-Retrospektive.
Der internationale Einfluss Pressmans rührte von der 1989 veranstalteten Retrospektive der French Cinematheque her. Dabei wurde ihm die begehrte Chevalier des Arts et Lettres-Medaille für seine Arbeit und seiner Unterstützung des französischen Films verliehen. Weitere Ehrungen aus dem Ausland wurden Pressman vom National Film Theatre in London, vom Pacific Film Archive und vom Walker Art Center zuteil.
Im Mai 2012 kaufte er die Filmrechte an dem Comic Feeding Ground.
Pressman war Vorstandsmitglied der Trust of the Publick Theatre/New York Shakespeare Festival und der Directors of New York’s Film Society of Lincoln Center. Er war mit der Schauspielerin Anni McEnroe verheiratet und hatte einen Sohn.

## Filmografie
- 1973: Die Schwestern des Bösen (Sisters)
- 1975: Das Phantom im Paradies (Phantom of the Paradise)
- 1978: Vorhof zum Paradies (Paradise Alley)
- 1979: Meine alten Freunde (Old Boyfriends)
- 1981: Die Hand (The Hand)
- 1984: Conan der Zerstörer (Conan the Destroyer)
- 1985: Eine demanzipierte Frau (Plenty)
- 1987: Cherry 2000
- 1987: Good Morning, Babylon (Good Morning, Babylonia)
- 1987: Wall Street
- 1988: Talk Radio
- 1990: Blue Steel
- 1990: Zeichen und Wunder? (Waiting for the Light)
- 1990: Die Affäre der Sunny von B. (Reversal of Fortune)
- 1991: Homicide – Mordkommission (Homicide)
- 1992: Verliebt in die Gefahr (Year of the Gun)
- 1992: Tödliche Intrigen (Storyville)
- 1992: Bad Lieutenant
- 1992: Jimmy Hoffa (Hoffa)
- 1994: The Crow – Die Krähe (The Crow)
- 1994: Street Fighter – Die entscheidende Schlacht (Street Fighter: The Movie)
- 1996: City Hall
- 1996: DNA – Die Insel des Dr. Moreau (The Island of Dr. Moreau)
- 1996: The Crow – Die Rache der Krähe (The Crow: City of Angels)
- 1997: Ein Mann für zwei (Two Girls and a Guy)
- 1998: Der Legionär (Legionnaire)
- 2000: American Psycho
- 2000: The Crow III – Tödliche Erlösung (The Crow: Salvation)
- 2004: Undertow – Im Sog der Rache (Undertow)
- 2005: The Crow – Wicked Prayer
- 2006: Amazing Grace
- 2008: Mutant Chronicles (The Mutant Chronicles)
- 2009: Bad Lieutenant – Cop ohne Gewissen (The Bad Lieutenant: Port of Call New Orleans)
- 2010: Wall Street: Geld schläft nicht (Wall Street 2: Money Never Sleeps)
- 2015: Die Poesie des Unendlichen (The Man Who Knew Infinity)
- 2022: Dalíland
- 2024: The Crow